# Molophilus daimio
Molophilus daimio là một loài ruồi trong họ Limoniidae. Chúng phân bố ở miền Cổ bắc.